# アルカディア

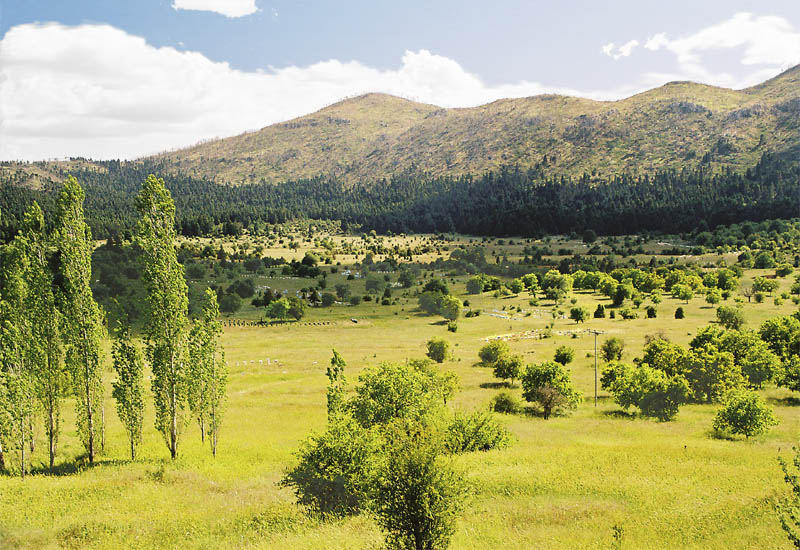
現在のアルカディア地方の風景

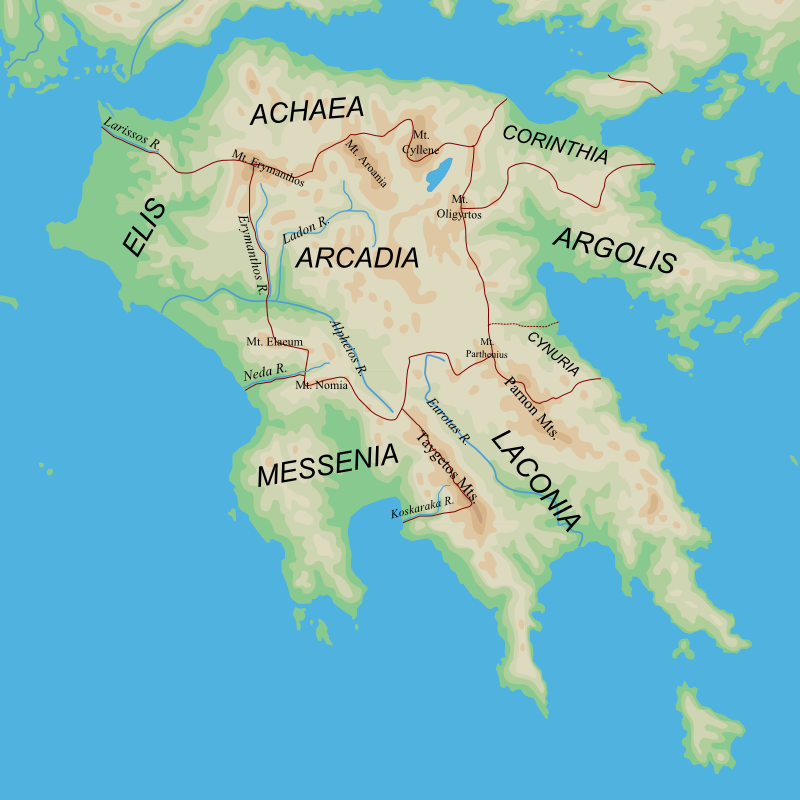
古代ペロポネソス半島の地域

アルカディア（古代ギリシア語: Ἀρκαδία）は、ギリシャのペロポネソス半島中央部にある古代の地域名。後世に牧人の楽園として伝承され、理想郷の代名詞となった。名称はギリシア神話に登場するアルカス（アルカディア人の祖）に由来する。アルカジア、英語風にアルケイディア、アーカディア、アーケイディア等と表記される場合もある。ラテン文字による翻字には「Arcadia」と「Arkadia」の2種がある（詳細については後述）。
ラテン語の名言である「Et in Arcadia ego」とは、「私（死神）はアルカディアにおいてでさえも、存在している」という意味であり、生のはかなさと死の不可避性を説いたメメント・モリの一例である。

## 実在の地名
実在のアルカディアはペロポネソス半島中央部に位置する古代アルカディア人の住地で、マンティネイア、テゲアなどのポリスがあった。前4世紀にはアルカディア同盟が成立し、中心地としてメガロポリが建設された。農耕に適さない貧しい山岳地帯で、牧畜を主としていたが、後世、牧人の楽園との伝承が生まれた。
現代の行政区画ではアルカディア県がその名を受け継いでいる。アルカディア県は、古代のアルカディア地方に加え、エーゲ海沿岸のキヌリア地方を含んでいる。アルカディア県の県都はトリポリである。

## アルカディアを扱った作品

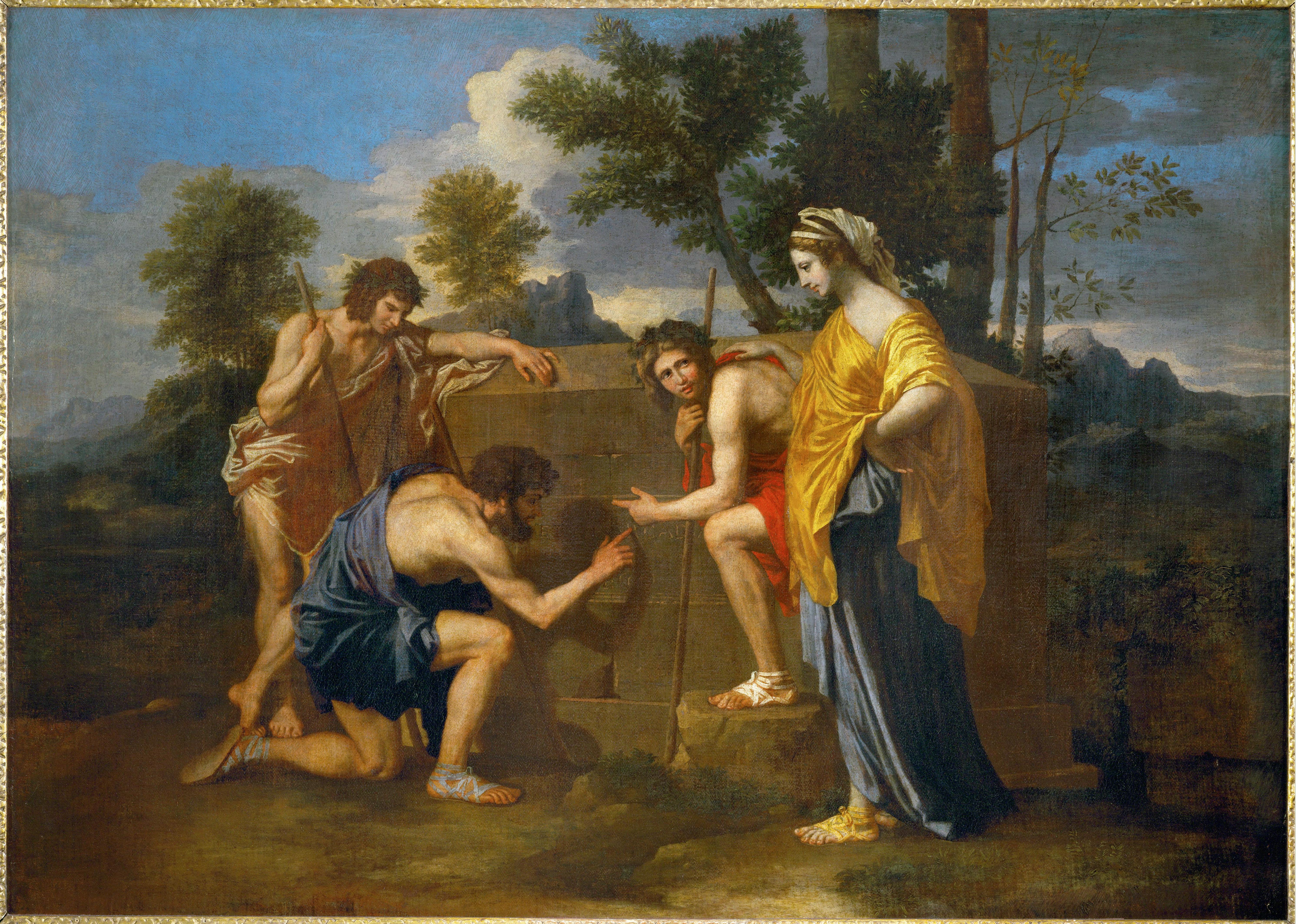
ニコラ・プッサンの「アルカディアの牧人たち」（1637年-1638年）

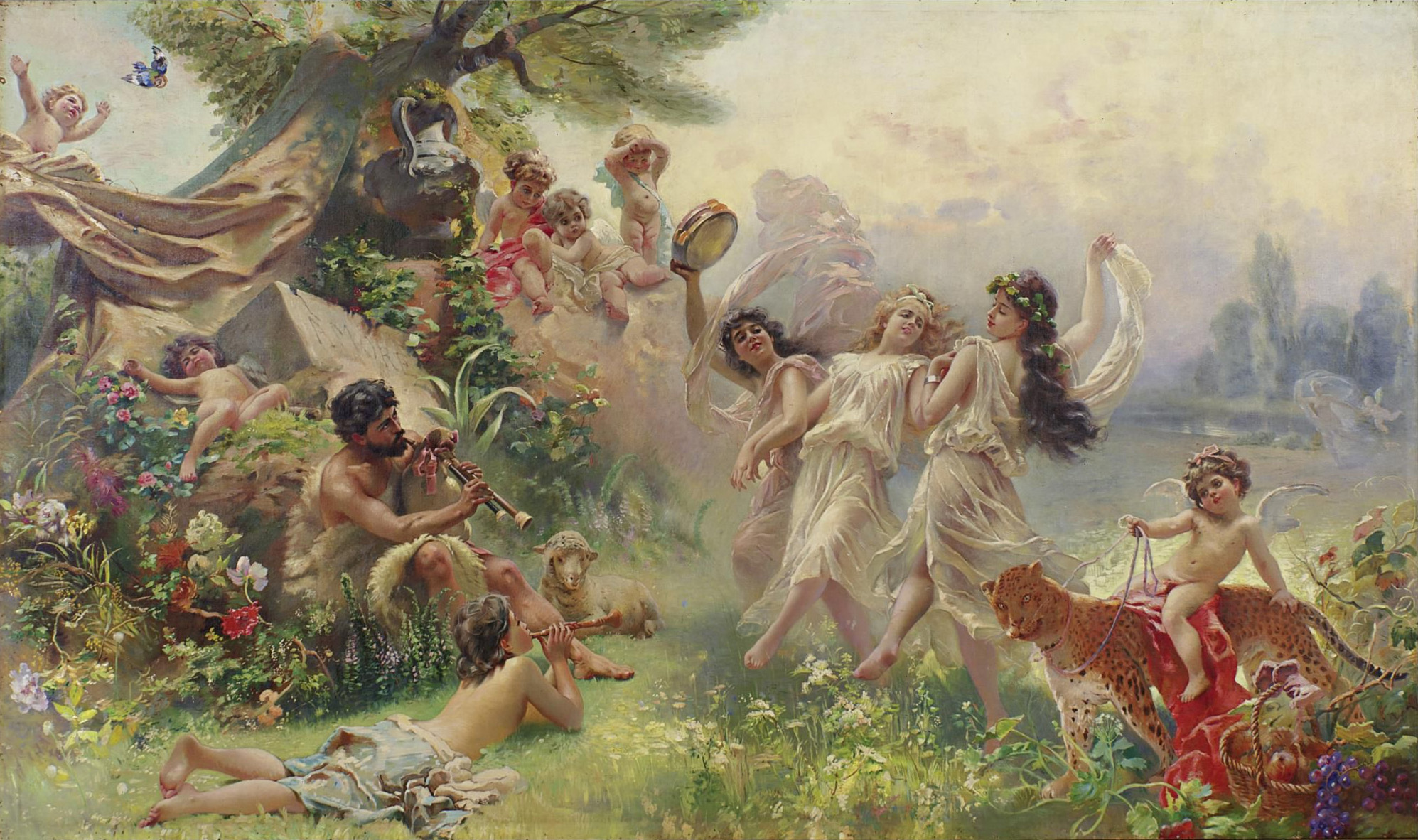
コンスタンチン・マコフスキー「Happy Arcadia」

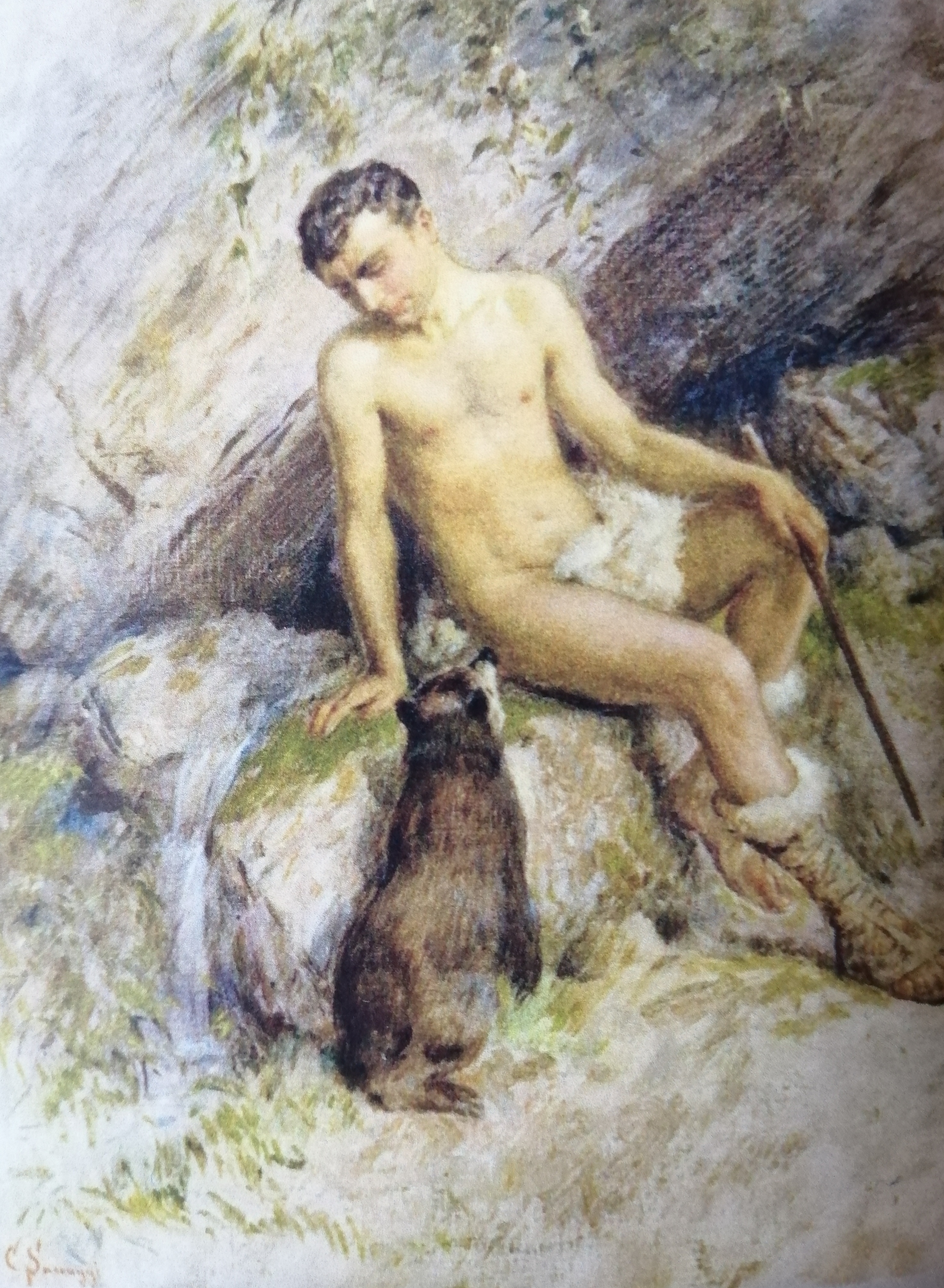
チェザーレ・サッカージ『アルカディアの羊飼い』

- 『我アルカディアにもあり（アルカディアの牧人たち）』はバロック時代の画家ニコラ・プッサンの代表作。墓石にラテン語で「Et In Arcadia Ego」（我はアルカディアにもある）と書かれているのを牧人たちが覗き込んで想いにふける様を描いている。「Et In Arcadia Ego」（我はアルカディアにもある）は、並び替えると「I Tego Arcana Dei」（立ち去れ! 私は神の秘密を隠した!）となることから、聖杯への鍵とされている。聖杯伝説を参照。尚、プッサンは1627年にも『アルカディアの牧人たち』という、異なる構図の作品を描いている。
- イングランド・スタンフォードシャーのリッチフィールド家の庭園にあった記念石碑は、プッサンの上記作品をもとにした鏡像である。この石碑には『D.O.V.O.S.V.A.V.V.M』と刻まれている。これは聖杯への鍵とされている。この暗号はイギリスのブレッチリー・パークの暗号研究所の元解読班員であり、ナチス・ドイツが第二次世界大戦中に開発した暗号機『エニグマ』を破ったオリヴァー・ローンが解読を試みている。

## 綴り
ギリシアの地名は元来「Αρκαδία」である。ギリシア語の「κ」をローマ字転写するとき、「k」と「c」が混在することとなった。現在、多くの言語ではどちらの表記も用いられている。

## 派生語
- 「アルカディアの」を意味する英語「Arcadian」は、形容詞としては「牧歌的な」「純朴な」、名詞としては「アルカディア語」「アルカディア住民」を意味する。
- カナダの地名アカディアはアルカディアが語源と言われる（現地語説もある）。